# Lily Rabe
Lily Rabe (* 29. června 1982, New York, New York, Spojené státy americké) je americká herečka. Za roli Porcie v Shakespearově hře Kupec benátský získala nominaci na cenu Tony. Proslavila se rolemi, které ztvárnila v seriálu American Horror Story.

## Život
Lily se narodila v New Yorku herečce Jill Clayburgh a dramatiku Davidovi Rabeovi. Má mladšího bratra, Michaela Raba, který je herec a dramatik a bratra z otcova prvního manželství, Jasona Rabea, který je hudebníkem. Její otec je katolík, její dědeček z matčiny strany je žid a její babička z matčiny strany protestantka. Lily byla vychována v Bedfordu a v sedmé třídě se přestěhovala do Lakevillu. Navštěvovala Hotchkissovu školu.

## Osobní život
V prosinci roku 2016 bylo potvrzeno, že Rabe čeká první dítě se svým dlouholetým přítelem, hercem Hamishem Linklaterem. V březnu roku 2017 se jim narodila dívka. V červnu 2020 se páru narodilo druhé dítě.

## Filmografie

### Filmy
| Rok  | Název                    | Role                  |
| ---- | ------------------------ | --------------------- |
| 2001 | Never Again              | Tess                  |
| 2003 | Úsměv Mony Lisy          | studentka dějin umění |
| 2006 | Zločin                   | Sophie                |
| 2007 | Koření života            | Bernadette            |
| 2008 | Co se vlastně stalo      | Dawn                  |
| 2008 | Taktika prstů            | Mona Peek             |
| 2010 | Weakness                 | Katharine Browne      |
| 2010 | V lepší společnosti      | Deborah Lehrman       |
| 2011 | Letters from the Big Man | Sarah                 |
| 2012 | Redemption Trail         | Anna Cole             |
| 2013 | Aftermath                | Samantha              |
| 2014 | Tah pěšcem               | Joan Fischer          |
| 2016 | The Veil                 | Sarah Hope            |
| 2016 | Miss Stevens             | Rachel Stevens        |
| 2017 | Zlatá střední cesta      | Sam                   |
| 2018 | Finding Steve McQueen    | Sharon Price          |
| 2018 | Vice                     | Liz Cheney            |
| 2019 | Sgt. Will Gardner        | Mary-Anne Mackey      |
| 2019 | Roztříštění              | Joanna Monroe         |

### Televize
| Rok       | Název                                     | Role                                                                                    | Poznámky                              |
| --------- | ----------------------------------------- | --------------------------------------------------------------------------------------- | ------------------------------------- |
| 2005      | Zákon a pořádek: Zločinné úmysly          | Siena Boatman                                                                           | díl: „Vyděšený k smrti“               |
| 2006      | Zákon a pořádek: Útvar pro zvláštní oběti | Nikki                                                                                   | díl: „Vzpomínky“                      |
| 2008      | Plastická chirurgie s. r. o.              | Lanie Ainge                                                                             | díl: „Kyle Ainge“                     |
| 2008      | Medium                                    | Joanna Wheeler                                                                          | 2 díly                                |
| 2009      | Last of the Ninth                         | Mary Byrne                                                                              | pilotní díl                           |
| 2010      | Božská mrcha                              | Sarah Cullen                                                                            | díl: „You Can't Save Them All, Grace“ |
| 2010      | Právo a pořádek                           | Andrea Wheaton                                                                          | díl: „Nezvaní hosté“                  |
| 2011–15   | Dobrá manželka                            | Petra Moritz                                                                            | 2 díly                                |
| 2011      | Exit Strategy                             | Natalie Clayton                                                                         | pilotní díl                           |
| 2011–2018 | American Horror Story                     | Nora Montgomery / sestra Mary Eunice McKee / Misty Day / Aileen Wuornos / Shelby Miller | 47 dílů                               |
| 2015      | The Whispers                              | Claire Bennigan                                                                         | 13 dílů                               |
| 2015      | The Walker                                | Sarah                                                                                   | díl: „How to Deal with a Frenemy“     |
| 2017      | Normálka                                  | Vetřelec (hlas)                                                                         | díl: „Meet the Seer“                  |
| 2017      | Čaroděj ze země lží                       | Catherine Hooper                                                                        | TV film                               |
| 2017      | Voltron: Legendární obránce               | Honerva (hlas)                                                                          | díl: „The Legend Begins“              |
| 2018      | Legion                                    | Joan Barret                                                                             | díl: „Chapter 12“                     |
| 2018      | American Horror Story: Apocalypse         | Misty Day                                                                               | 2 díly                                |
| 2019      | American Horror Story: 1984               | Lavinia Richter                                                                         | 3 díly                                |
| 2020      | Mělas to vědět                            | Sylvia Steineitz                                                                        |                                       |
| 2020      | The Underground Railroad                  | Ethel Wells                                                                             |                                       |
| 2021      | American Horror Story                     |                                                                                         |                                       |
| 2021      | Tell Me Your Secrets                      | Emma                                                                                    |                                       |